# کیرلو خوایکو
کیرلو خوایکو (اوکراینی: Кирило Юрійович Ховайко؛ زادهٔ ۱۷ ژوئن ۲۰۰۱) بازیکن فوتبال است.